# Billbergia chlorostica
Billbergia chlorostica là một loài thực vật có hoa trong họ Bromeliaceae. Loài này được Saunders mô tả khoa học đầu tiên năm 1871.